# Kazimiera Szczuka
Kazimiera Szczuka [kažimjera ščuka] (* 22. června 1966 Varšava) je polská feministka, televizní moderátorka, politická aktivistka a literární kritička.
Kazimiera Szczuka je členkou neparlamentní levicové strany Partia Zieloni a feministického uskupení Porozumienie Kobiet 8 Marca. Politicky podporuje feminismus, interrupce, požadavky homosexuálních organizací atd. a výrazně vystupuje proti tradičním katolíkům a konzervativcům. V roce 2006 se v televizi posmívala moderátorce Rádia Marija Magdaleně Buczek kvůli způsobu jejího projevu. Později se omluvila s tím, že nevěděla, že je tento hlasový projev způsoben vážným tělesný postižením, ale Polsat přesto obdržel za odvysílání záznamu tohoto „vtipu“ pokutu 500 000 zlotých.
Později v rozhovoru pro The New York Times prohlásila: „Nenávidí mě, protože jsem feministka, protože jsem Židovka, ale hlavně proto, že jsem feministka.“

### Externí odkazy

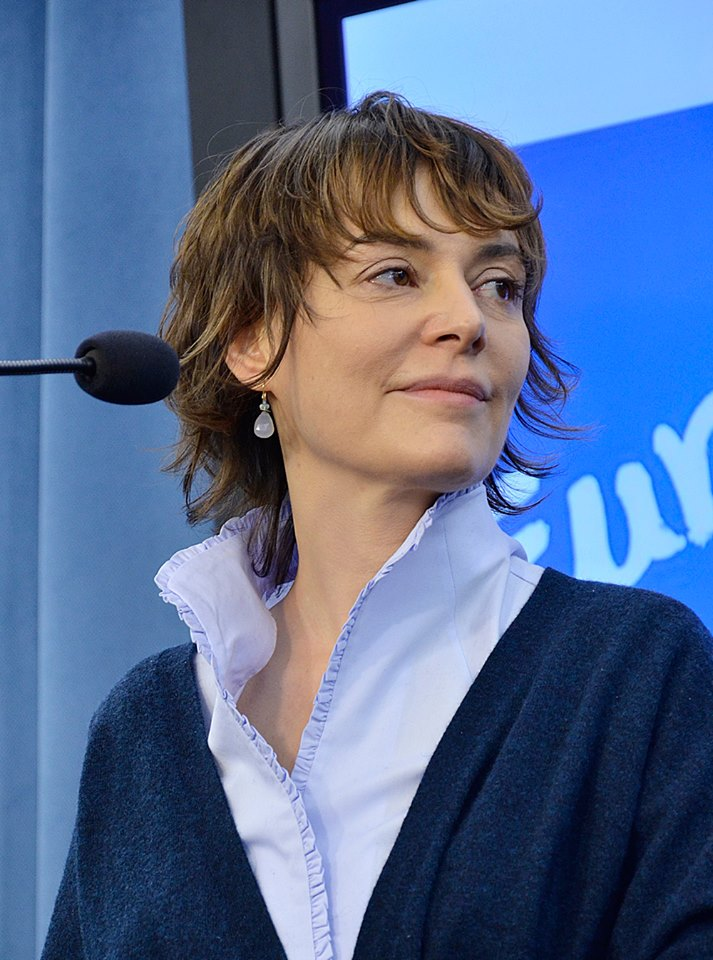
Kazimiera Szczuka